# 関一利
関 一利（せき かずとし、生没年不詳）は、戦国時代から江戸時代初頭にかけての武士。関盛信の子。別名は元吉。通称は十兵衛。

## 生涯
初め、同じ伊勢国の神戸具盛の養子になる予定であったが、織田信長に降伏した具盛が信長の三男信孝を養子に迎えたために破談となった。
このため、柴田勝豊に仕えて越前国丸岡城にて1000石を与えられたが、天正7年（1579年）に一揆軍に城を奪われたために浪人して伊勢に帰国する。
後に父と共に蒲生氏郷に仕え、葛西大崎一揆や九戸政実の乱鎮圧の功労によって6000石が与えられ、蒲生騒動後に兄の関一政が独立大名になった後も蒲生秀行に仕えた。
関ヶ原の戦いの戦功で秀行が会津藩に復帰した際に7500石を与えられて猪苗代城に入ったが、慶長14年（1609年）に同僚の岡重政と対立して出奔、兄・一政を頼った。
慶長18年（1613年）、岡重政が徳川家康の怒りを買って自害を命じられると、蒲生氏に復帰して再び7500石を与えられる。
蒲生忠郷の死後に、弟の蒲生忠知が伊予松山藩へ減転封された後もこれに従って4500石を与えられる。
しかし、福西宗長と共に蒲生郷喜と争い、江戸幕府による裁決の結果、追放処分になったという（寛永蒲生騒動）。